# Union 05 Kayl/Tétange
Union 05 Kayl/Tétange (luxemburgisch: Union 05 Käl/Téiteng ) ist ein luxemburgischer Fußballverein aus der Gemeinde Kayl.

## Geschichte
Der Verein entstand 2005 als Zusammenschluss der beiden Klubs FC Jeunesse Kayl 07 (gegründet 1907) und SC Tétange (gegründet 1914).

## Vorläufervereine

### FC Jeunesse Kayl 07
Jeunesse Kayl 07 wurde 1907 gegründet. Während der deutschen Besatzung Luxemburgs wurde der Verein zwangsweise in SV 07 Wacker Kayl umbenannt. 1944 erfolgte die Rückbenennung in den Gründungsnamen. Bis zur Fusion 2005 gehörte Jeunesse Kayl sechs Spielzeiten der zweithöchsten Spielklasse an. Zum Zeitpunkt der Fusion war der Klub fünftklassig.

### SC Tétange
Der SC Tétange wurde 1914 gegründet. Er war zwischen 1940 und 1944 zwangsweise in FK Tetingen umbenannt. Zwischen 1947 und 1961 spielte der SC Tétange mit Ausnahme der Saison 1955/56 durchgehend erstklassig. 1969 gelang der Wiederaufstieg in die Nationaldivision, die der SCT 1973 verlassen musste. In den folgenden Jahren stieg der Club bis in die Fünftklassigkeit (1992) ab. In der letzten Saison vor der Fusion spielte der SC Tétange in der viertklassigen 2. Division.
Größter Erfolg der Vereinsgeschichte war der Gewinn des luxemburgischen Vereinspokals 1951. Das erste von zwei Endspielen gegen CS Grevenmacher endete 1:1 nach Verlängerung. Das Wiederholungsspiel gewann der SC Tétange mit 2:0.

## Nach der Fusion
Innerhalb von nur sechs Jahren nach der Fusion gelang 2011 der Aufstieg von der viertklassigen 2. Division in die BGL Ligue. Nachdem mit einem 11. Platz in der Aufstiegssaison der Klassenerhalt geschafft wurde, folgte ein Jahr später als Tabellenletzter der Abstieg. Nach drei Jahren in der Ehrenpromotion musste Kayl-Tétange 2016 in die drittklassige 1. Division absteigen, schaffte aber durch einen 2:1-Sieg im Barragespiel gegen den 12. der Ehrenpromotion FC Monnerich den sofortigen Wiederaufstieg. Am Ende der Saison 2017/18 folgte der erneute Abstieg aus der Ehrenpromotion.